# Венчање мог најбољег друга
Венчање мог најбољег друга (енгл. „My Best Friend's Wedding“) је америчка романтична комедија из 1997. године са Џулијом Робертс у главној улози. Џулија Робертс је за ову улогу била номинована за Златни глобус за најбољу главну глумицу, а Руперт Еверет за Златни глобус и Награду БАФТА за најбољег глумца у споредној улози. Овај филм се налази на четрнаестом месту на листи комерцијално најуспешнијих романтичних комедија свих времена.

## Радња
Три недеље пре свог двадесет осмог рођендана, њујорчанка Џулијана Потер добија позив на венчање свог најбољег пријатеља. Њих двоје су студирали заједно, и још тада обећали једно другом да ће се, уколико се не венчају до двадесет осмог рођендана, венчати једно са другим. Мајкл јој је наиме саопштио да ће његова супруга бити Кимберли Волас, двадесетогодишња девојка из богате породице. Џулијана тада схвата да је у ствари одавно заљубљена у њега и полази у Чикаго, код будућих младенаца, с намером да у што већој мери саботира венчање. Љута на Мајкла што се жени девојком коју не познаје ни годину дана, а и желећи да га учини љубоморним, она тера свог геј пријатеља Џорџа да се, кад стигну тамо, представи као њен вереник. У Чикагу је Кимберли моли да јој буде кума, а Џорџ саветује да се остави сплетки и да једноставно каже Мајклу да га воли. Џулијана то и чини једног јутра, уз дуг и страствен пољубац. Кимберли то види из другог краја дворишта, седа у један аутомобил и бежи од Мајла. Он узима други и јури за њом, а Џулијана трећи и јури за њим. Схвативши шта је урадила, Џулијана се на крају извињава свима, моли за опроштај и говори Кимберли да је она пољубила Мајкла а не он њу. Филм се завршава плесом на венчању, а Џорџ моли Џулијану да игра са њим.

## Улоге
| Глумац         | Улога          |
| -------------- | -------------- |
| Џулија Робертс | Џулијана Потер |
| Дермот Малруни | Мајкл О'Нил    |
| Камерон Дијаз  | Кимберли Волас |
| Руперт Еверет  | Џорџ           |
| Филип Боско    | Волтер Волас   |